# Thomas Fig
Thomas Cassøe Fig (Vejle, 30 marzo 1977) è un ex calciatore danese, che giocava come centrocampista.
È il fratello del giocatore Henrik Fig.

## Carriera

### Club
Cresciuto nel Vejle debutta con la squadra danese nella massima serie nella stagione 1996-1997 con due presenze. Viene notato dal Padova che nel 1997-1998 lo fa tesserare. Gioca all'inizio con la formazione Primavera arrivando alle finali nazionali. Gioca in Serie B nella prima stagione (26 presenze e un gol) esordendo nella partita Padova-Chievo Verona (0-1) del 18 maggio 1997. Nel 1998-1999 oltre alla retrocessione in Serie C1 subisce anche un grave infortunio alla caviglia che ne condizionerà tutta la carriera. Dal 1998 al 2006 totalizzerà tra Serie C1 e Serie C2 19 presenze e un gol. Dal 2003 al 2005 gioca per il Bassano (29 presenze e 5 gol). Nella stagione 2006-2007 gioca nella Piovese, compagine padovana del Campionato Nazionale Dilettanti. Dall'anno successivo scende ulteriormente di categoria unendosi al Monselice, prima nel campionato di Promozione e l'anno successivo in Eccellenza. Dalla stagione 2009-2010 è impegnato con il Sottomarina Lido Calcio in Eccellenza. Nel luglio 2011 passa all'Adriese in Promozione. Al termine della stagione 2012-2013 di Eccellenza rimane svincolato e si ritira dal calcio giocato.

### Nazionale
Ha fatto parte anche della Nazionale Under-21 della Danimarca nel 1998.

## Palmarès
- Campionato italiano di Serie C2: 1

Padova: 2000-2001
- Scudetto Dilettanti: 1

Bassano: 2004-2005